# 中華人民共和国の大量破壊兵器
中華人民共和国の大量破壊兵器では、中華人民共和国（以下「中国」と略す。）の大量破壊兵器について記述する。
中国は化学兵器及び核兵器を含む大量破壊兵器を開発し保有している。保有する数は非公表であり正確な数は判明しないが、米国科学者連盟等の予想によれば、中国は2021年に約370発の核弾頭を保有しているという。一方、多めの予想も存在し、中には2900発の核弾頭を保有しているとする説もある。
中国は1964年に ロプノール周辺において最初の核実験596を実施してアジア初の核保有国となり、初の水爆実験は1967年に確認された第六実験であった。核実験は包括的核実験禁止条約 (CTBT) に中国が署名した1996年まで続けられた。また、中国は1984年に生物兵器禁止条約 (BWC) を批准、加盟し、1997年に化学兵器禁止条約 (CWC) を批准した。

## 化学兵器
中国は1993年1月13日に化学兵器禁止条約に署名した。化学兵器禁止条約は1997年4月25日に批准された。化学兵器禁止機関 (OPCW)に提出された公式宣言において、中国政府は過去に少量の化学兵器を保有していたが、条約の批准以前に化学兵器を破棄したことを申告している。また、中国は、マスタードガスとルイサイトの2種類の化学物質が生産可能な化学製品製造施設は2か所だけであったと申告している 。
中国は冷戦時代の1970年代においてアルバニアに対し化学兵器を供給し、少量の備蓄を行なっていたことが判明している。

## 生物兵器
中国は今のところ生物兵器禁止条約に参加調印しており、中国政府当局は中国は攻撃的兵器として戦闘においてこれを使用することはないと明言している。しかしながら、中国は1980年代において生物兵器開発計画が行なわれていたことが報告されている。
ソ連の生物兵器開発機関バイオプレパラトの元指揮官の一人であるカナジャン・アリベコフは、中国は1980年代後半に生物兵器工場の1か所で重大な事故を引き起こしていたと述べている。またアリベコフは、偵察衛星により、中国の核弾頭試験場近くに生物兵器研究施設及び製造工場の存在を確認していたと断言した。
ソ連は中国のある2つの地域で別々に発生した出血熱の流行はこれらの研究施設において研究されていた生物兵器の漏洩が原因ではないかと考えている。
1997年1月、アメリカ合衆国国務長官マデレーン・オルブライトはロバート・E・ベネット上院議員（共和党ユタ州）にあてた文書中で、イラン及び他の国へ中国が生物兵器を輸出している疑いがあると述べた。オルブライトは彼女と合衆国政府がイランの生物兵器開発計画への支援を防止するための包括的輸出管理を中国に対し要請していたにもかかわらず、軍民の両方に利用可能な物資が中国企業からイラン政府へ売却されたという懸念すべき報告を受けていたことを言明した。2002年1月16日、合衆国は従来からの主張に基づき中国の3企業に対し化学兵器及び生物兵器の製造に使用される材料をイランに供給したとして制裁措置を課した。これに対し、2002年後半に中国は軍民両用に利用可能な生物学的技術について「生物両用品及び関連設備・技術輸出管理条例」を施行した。

## 核兵器

### 核兵器の数
中国の核戦力の正確な数量と構成を明らかにするのは極秘事項となっているため極めて困難である。いくつかの機密解除された合衆国政府の報告書で過去の推定を知ることができる。
1984年の合衆国国防情報局の防衛推定資料 (Defense Estimative Brief) では、中国の核弾頭備蓄量は150から160個と推定している。1993年のアメリカ国家安全保障会議の報告では、中国の核抑止力については核搭載弾道ミサイルは60から70基と信じられていた。合衆国国防情報局の「数十年の将来：1999 – 2020」の報告では1999年の核兵器の備蓄量は140から157と推定していた。2004年には合衆国国防総省は中国が約20基の大陸間弾道ミサイルが合衆国本土を標的にできると評価した。
2006年には、合衆国国防情報局はアメリカ合衆国上院軍事委員会に対し「中国は現在100個以上の核弾頭を保有している」との推定を提出した。

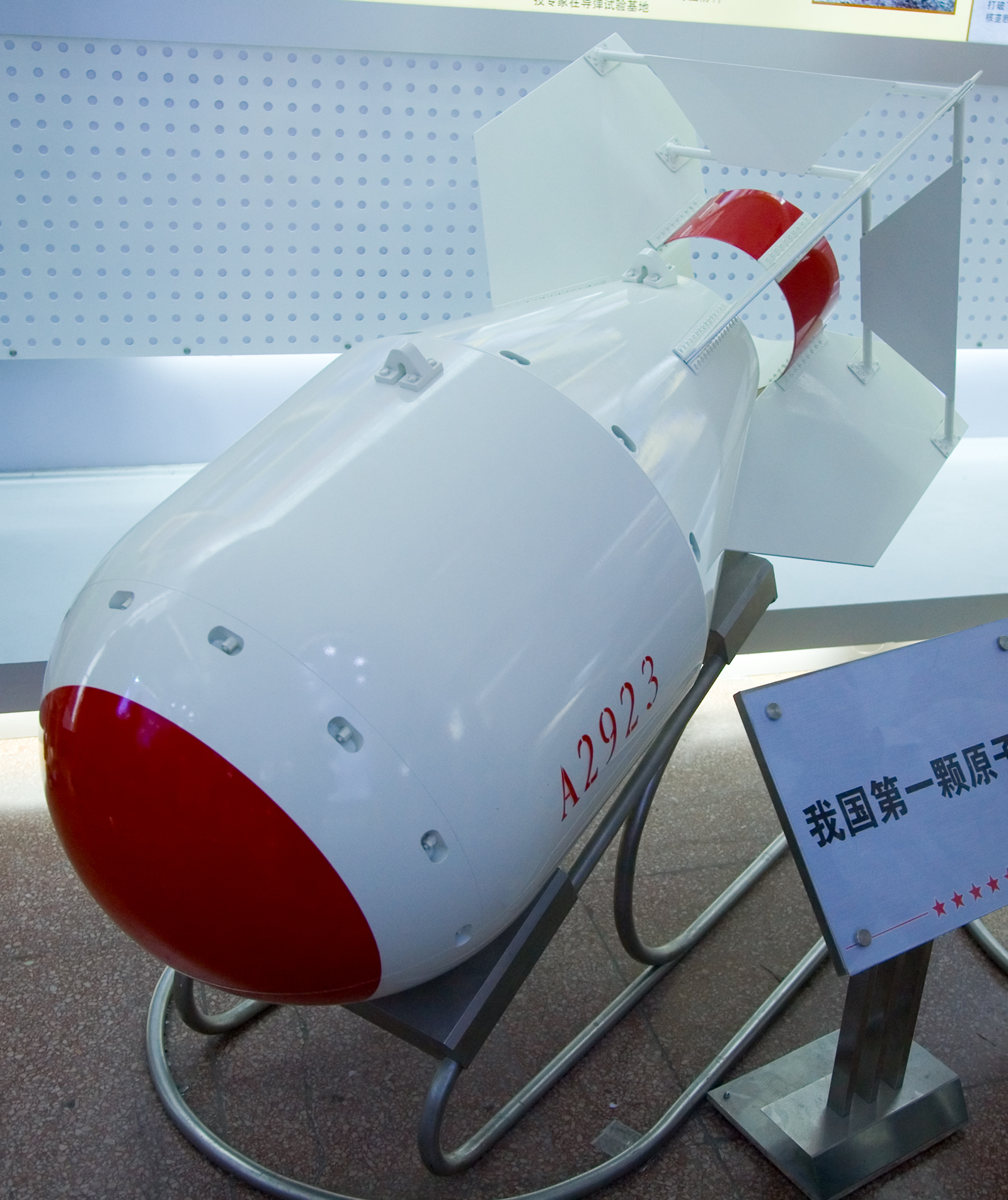
中国の核爆弾第1号の模型

1964年10月16日、中国の最初の核実験が新疆ウイグル自治区にあるロプノール周辺の核実験場で行なわれた。中国の最後の核実験は1996年7月29日に行なわれた。キャンベラのオーストラリア地質調査協会 (Australian Geological Survey Organization) によって1996年の核実験の規模が1-5キロトンであったことが明らかにされた。これまでに、中国は22回の地下核実験を含む合計45回の核実験を行なった。
中国は1980年代から核弾頭の小型化という重要な技術改良を進めた。中国が秘かに合衆国の誘導弾道ミサイルに関する技術ばかりでなくW88核弾頭の設計を獲得したことがコックス報告書により明らかにされ、非難されている。しかしながら、中国の科学者はこれらの分野については独自に研究を進めたもので、諜報活動によるものではないと主張している。
けれども、中国の保有する核兵器の総数は明らかではなく、2005年現在の推定値で低くは80から高く見積もったもので2,000個までのものとなっている。2004年に中国は「核兵器保有国の内で、中国の核兵器保有量は最少である」と言明したが、これはイギリスの保有する核兵器数200個より少ないことを事実上暗示したものであった。
いくつかの非公式な情報源によれば中国は400個前後の核弾頭を保有していると推定される。ジョージタウン大学のフィリップ・カーバー教授らの研究グループは、米連邦議会の公聴会において中国の核弾頭保有数は3000発であると公表した。米大手紙ウォールストリートジャーナルもこの説に共感を示し、「【寄稿】「核超大国」中国を軍縮に巻き込め　核軍備規模が小さいのなら、なぜ核のトンネル「地下の万里の長城」が必要なのか」というタイトルで、中国には3000マイル（約4800キロ）に渡る驚異的距離を持つ複雑な核武装トンネルがあり、かつ近年、中国の核インフラが急増している現状では、中国の保有する核弾頭が、米ロと比べて大幅に少ないとする従来説は疑わしいとする記事を載せた。
けれども、合衆国情報機関の核戦力の推定値は多くの非政府組織の推定値よりも小さいものとなっている。2020年のアメリカ国防総省の報告書では中国の核弾頭保有数を200発強と推定している
米シンクタンクの全米科学者連盟（FAS）の2021年の報告（CNNが報道）によれば、中国西部に建設中の三施設のミサイルサイロだけで計300基はあり、かつそこへの将来的な長距離核ミサイルの配備が疑われている。なお、FASは、その4か月前の2021年7月に発表した報告では、新疆ウイグル自治区東部ハミ近くに110基のミサイルサイロを中国が建設中であり、2021年段階での中国の核弾頭保有数を350発と推定している。一方、別のシンクタンクは、甘粛省の玉門市付近に120基のミサイルサイロを建設中としている。ウォールストリートジャーナルが、これらを報じた。
米国防総省が2020年9月に公表した報告書によると、中国はICBM搭載用を含め、核弾頭の保有量を倍増する計画を策定している。また、米国防総省は2021年11月3日、中国の持つ核兵器数は急速に拡大しており、2027年には最大で700発の核弾頭を保有し、2030年までには少なくとも1000発の核弾頭を持つであろうと年次中国軍事力報告書で発表した。合わせて、中国は少なくとも3つのミサイル基地を新たに建設中であり、そこにある数百もの新たなミサイルサイロにそれら新しい核弾頭を累積的に収納するだろうと付け加えた。

### 核兵器に関する政策
中国は自身が1992年に批准した核拡散防止条約において核兵器保有を認められた5か国の内の1つである。中国は核保有国の内唯一非核保有国に対し核兵器不使用の保障を行なった国である。: 中国はいつ、いかなる状況下にあっても非核保有国あるいは非核地帯に対し核兵器を使用しないし、核兵器をもって脅迫をしないことを約束するとした 。中国が公式に表明している核兵器に対する政策は、敵国の標的に対し核報復攻撃を行なう能力を保有した抑止力であり、常に「先制不使用」を維持していることである。
ただし、2021年7月、中国の軍事チャンネル「六軍韜略」で、日本に対してのみは核兵器先制不使用の例外にすべきとした動画が流れ、いったんは削除されたものの、陝西省宝鶏市の共産党委員会が再掲載して拡散した事件があった。ニューズウィークがこれを報じた。

#### 2005年の中国外交部の白書
2005年の中国外交部が発表した「白書」において、中国政府はいつ、いかなる状況下であっても核兵器の先制使用は行なわないと言明した。さらに、同書において中国の「先制不使用」政策は将来にわたって変わることが無く、いかなる非核保有国あるいは非核地帯に対し核兵器を使用することも、核兵器をもって脅威となることもしないと言明した。

#### 朱成虎少将の発言
一方で、中国軍朱成虎少将は「台湾海峡での武力紛争に米国が介入し、中国を攻撃するなら、中国は対米核攻撃に踏み切る用意がある」と公言し、米国との軍事衝突が起きた場合、「中国は西安以東のすべての都市が破壊されることを覚悟する。もちろん米国も数多くの都市が中国によって破壊されることを覚悟しなければならない」とも公言し、物議を醸した。同少将は日本についても言及し、「政府はすべての幻想を捨て、あらゆる力を集中して核兵器を増やし、１０年以内に地球人口の半分以上を消滅できるようにしなければならない。」「アメリカは強大な国力を保っているので、徹底的に消滅させないと、将来大患になる。アメリカに対しては、我が国が保有する核の一〇分の一で充分だ。台湾、日本、インド、東南アジアは人口密集の地域であり、人口消滅のための核攻撃の主要目標となる。」としている。

### 核弾頭運搬システムに関する推定

#### 国際戦略研究所2010年報（ミリタリー・バランス 2010）
以下は中国の戦略ミサイル戦力についての国際戦略研究所の2010年報（ミリタリー・バランス2010年版）の推定によるものである。これらの推定によれば、中国は最大90基の大陸間を射程とする弾道ミサイル（陸上基地発射型大陸間弾道ミサイル (ICBM) 66基及び潜水艦発射弾道ミサイル (SLBM) JL-2 24基）を保有している。また、MIRV 弾頭は推定において計算に入れられていない。
| 型式                                            | ミサイル配備数          | 推定射程                |
| 大陸間弾道ミサイル ICBM                         | 大陸間弾道ミサイル ICBM | 大陸間弾道ミサイル ICBM |
| ----------------------------------------------- | ----------------------- | ----------------------- |
| DF-5A (CSS-4 Mod 2)（東風5） ICBM               | 20                      | 13,000+ km              |
| DF-31A (CSS-10 Mod 2)（東風31A）道路移動式 ICBM | 24                      | 11,200+ km              |
| DF-31 (CSS-10) （東風31）道路移動式 ICBM        | 12                      | 7,200+ km               |
| DF-4 (CSS-3) （東風4）ICBM                      | 10                      | 5,500 km                |
| 中距離弾道ミサイル IRBM                         |                         |                         |
| DF-3A (CSS-2 Mod) （東風3）IRBM                 | 2                       | 3,000+ km               |
| 準中距離弾道ミサイル MRBM                       |                         |                         |
| DF-21C (CSS-5 Mod 3) （東風21C）道路移動式 MRBM | 36                      | 1,750+ km               |
| DF-21 (CSS-5) （東風21）道路移動式 MRBM         | 80                      | 1,750+ km               |
| 短距離弾道ミサイル SRBM                         |                         |                         |
| DF-15 (CSS-6) （東風15）道路移動式 SRBM         | 96                      | 600 km                  |
| DF-11A (CSS-7 Mod 2) （東風11A）道路移動式 SRBM | 108                     | 300 km                  |
| 対地巡航ミサイル LACM                           |                         |                         |
| DH-10 （東海10）LACM                            | 54                      | 3,000+ km               |
| 潜水艦発射弾道ミサイル SLBM                     |                         |                         |
| JL-1 （巨浪1）SLBM                              | 12                      | 1,770+ km               |
| JL-2 （巨浪2）SLBM                              | 24                      | 7,200+ km               |
| 合計                                            | 478                     |                         |

#### 2010年国防総省中国軍事力年次報告
以下の推計は合衆国国防総省が議会に対して報告した「2010年中華人民共和国軍事力報告」によるものである。
| 型式                              | 発射基数 | ミサイル配備数 | 推定射程   |
| --------------------------------- | -------- | -------------- | ---------- |
| CSS-2 (DF-3 東風3) IRBM           | 5-10     | 15-20          | 3,000+ km  |
| CSS-3 (DF-4 東風4) ICBM           | 10-15    | 15-20          | 5,400+ km  |
| CSS-4 (DF-5A 東風5A) ICBM         | 20       | 20             | 13,000+ km |
| CSS-9 (DF-31 東風31) ICBM         | <10      | <10            | 7,200+ km  |
| DF-31A (東風31A) ICBM             | 10-15    | 10-15          | 11,200+ km |
| CSS-5 (DF-21 東風21) MRBM Mod 1/2 | 75-85    | 85-95          | 1,750+ km  |
| CSS-6 (DF-15 東風15) SRBM         | 90-110   | 350-400        | 600 km     |
| CSS-7 (DF-11 東風11) SRBM         | 120-140  | 700-750        | 300 km     |
| DH-10 (東海10) LACM               | 45-55    | 200-500        | 1,500+ km  |
| CSS-NX-3 (JL-1 巨浪1) SLBM        | ?        | ?              | 1,770+ km  |
| CSS-NX-4 (JL-2 巨浪2) SLBM        | ?        | ?              | 7,200+ km  |
| 合計                              | 375-459  | 1395-1829      |            |

#### 2006年の米国科学者連盟及び天然資源保護協会の報告
以下の表は2006年11月の米国科学者連盟のハンス・M. クリステンセン、ロバート・S. ノリス及びマシュー・G. マッキンジーと天然資源保護協会 (Natural Resources Defense Council)による中国の核戦力の概要「中国の核戦力と合衆国の核戦争計画」によるものである:202。
| 中国の核戦力（2006年）           | 中国の核戦力（2006年） | 中国の核戦力（2006年） | 中国の核戦力（2006年） | 中国の核戦力（2006年） | 中国の核戦力（2006年） | 中国の核戦力（2006年） |
| 中国の呼称                       | 合衆国/NATO コード     | 配備年                 | 射程                   | 弾頭 x 核出力          | 配備数                 | 弾頭配備数             |
| 陸上基地発射型ミサイル           | 陸上基地発射型ミサイル | 陸上基地発射型ミサイル | 陸上基地発射型ミサイル | 陸上基地発射型ミサイル | 陸上基地発射型ミサイル | 陸上基地発射型ミサイル |
| -------------------------------- | ---------------------- | ---------------------- | ---------------------- | ---------------------- | ---------------------- | ---------------------- |
| DF-3A (東風3A)                   | CSS-2                  | 1971                   | 3,100 km               | 1 x 3.3 Mt             | 16                     | 16                     |
| DF-4 (東風4)                     | CSS-3                  | 1980                   | 5500 km                | 1 x 3.3 Mt             | 22                     | 22                     |
| DF-5A (東風5A)                   | CSS-4 Mod 2            | 1981                   | 13,000 km              | 1 x 4-5 Mt             | 20                     | 20                     |
| DF-21A (東風21A)                 | CSS-5 Mod 1/2          | 1991                   | 2,150 km               | 1 x 200-300 kt         | 35                     | 35                     |
| DF-31 (東風31)                   | (CSS-X-10)             | 2006?                  | 7,250+ km              | 1 x ?                  | 該当なし               | 該当なし               |
| DF-31A (東風31A)                 | 該当なし               | 2007–2009              | 11,270+ km             | 1 x ?                  | 該当なし               | 該当なし               |
| 小計                             | 小計                   | 小計                   | 小計                   | 小計                   | 93                     | 93                     |
| 潜水艦発射弾道ミサイル (SLBMs)** |                        |                        |                        |                        |                        |                        |
| JL-1 (巨浪1)                     | CSS-NX-3               | 1986                   | 1,770+ km              | 1 x 200-300 kt         | 12                     | 12                     |
| JL-2 (巨浪2)                     | CSS-NX-4               | 2008-2010 ?            | 8,000+ km              | 1 x ?                  | 該当なし               | 該当なし               |
| 小計                             | 小計                   | 小計                   | 小計                   | 小計                   | 12                     | 12                     |
| 戦略弾道ミサイル合計             | 戦略弾道ミサイル合計   | 戦略弾道ミサイル合計   | 戦略弾道ミサイル合計   | 戦略弾道ミサイル合計   | 105                    | 105                    |
| 航空機***                        |                        |                        |                        |                        |                        |                        |
| Hong-6 (轟炸6)                   | B-6                    | 1965                   | 3,100 km               | 1-3 x 爆弾             | 100                    | 20                     |
| 攻撃機                           | ( 強撃5、他?)          |                        |                        | 1 x 爆弾               |                        | 20                     |
| 小計                             | 小計                   | 小計                   | 小計                   | 小計                   | 小計                   | 40                     |
| 短距離戦術兵器                   |                        |                        |                        |                        |                        |                        |
| DF-15 (東風15)                   | CSS-6                  | 1990                   | 600 km                 | 1 x 低出力             | ~300                   | ?                      |
| DH-10? (東海10?)                 | (LACM)                 | 2006-2007 ?            | ~1,500 km ?            | 1 x 低出力 ?           | 該当なし               | 該当なし               |
| 合計                             | 合計                   | 合計                   | 合計                   | 合計                   | 合計                   | ~145                   |

### 陸上基地発射型大陸間弾道ミサイル
未確認ながら、西側研究者は中国が1980年代から18から36基のDF-5（東風5）大陸間弾道ミサイルを配備したものと見ていた。改良型のDF-5A（東風5A）は単弾頭搭載で、3段式液体燃料ミサイルでその射程は13,000 km 以上である。2000年、アメリカ戦略軍司令官ユージーン・E. ハビガー合衆国空軍大将は、中国は18基のサイロ発射型DF-5sを保有していると議会で証言した。21世紀初頭から中国人民解放軍第二砲兵部隊はまた10基の移動式固体燃料大陸間弾道ミサイルDF-3 (東風31)を配備し、この射程は7,200 km 以上で3個のMIRV弾頭が搭載可能なものである。中国はさらに改良型のDF-31A (東風31A)を開発し、これは射程11,200 km 以上で 3 – 6 個のMIRV弾頭を搭載可能なものとなっている。

### 中距離（準中距離を含む）弾道ミサイル
中国のミサイルのおよそ55% が中距離弾道ミサイルに分類され、戦域的目標を標的としている:61。

### 戦術巡航ミサイル
CJ-10 (長剣10)長距離巡航ミサイルが公式に存在を明らかにしたのは、中華人民共和国建国60周年記念式典の閲兵式において第二砲兵部隊の従来の長距離ミサイル部隊の一部隊として行進に参加したときである。CJ-10（長剣10）の存在は人民解放軍の次世代ロケット兵器技術を示すものである。類似の対艦巡航ミサイルとしてYJ-62（鷹撃62）があり、同じ閲兵式で存在を明らかにした。最新のYJ-62（鷹撃62）の就役は人民解放軍海軍の対艦ロケット開発技術水準を示すものであった。

### 長距離弾道ミサイル
中国では射程3,000 – 8,000 km のミサイルを長距離弾道ミサイルと分類している:103。

#### DF-4（東風4）/CSS-3
東風4またはDF-4（NATOコードではCSS-3）は中国で長距離とされる2段式液体燃料（赤煙硝酸、非対称ジメチルヒドラジン使用）中距離弾道ミサイルである。これは1980年から限られた数が地下サイロに配備されたものと考えられている:67。DF-4 の発射推進力は1,224.00 kNで、発射時重量は82,000 kg 直径2.25 m、 長さ28.05 m、翼幅2.74 m である。ペイロードは2,190 kg、核出力 3,300 kt の核弾頭を搭載し、射程は5,500 km である:68。このミサイルは慣性誘導によっていて、その結果平均誤差半径 (CEP) は1,500 m と比較的不十分なものとなっている。

### 大陸間弾道ミサイル (ICBMs)

#### DF-5A（東風5A）/CSS-4 Mod 2
東風5またはDF-5は3段式の中国の大陸間弾道ミサイル (ICBM) である。全長 32.6 m、直径 3.35 m である。重量は183,000 kgでその推定射程は 13,000 kmである:71-72。DF-5 はその初飛行が1971年で実戦配備期間は10年以上にもなっている。このミサイルの欠点の一つに燃料の注入に30から60分かかることが挙げられている。

#### DF-31（東風31）/CSS-10
東風31（NATOコードでCSS-10）は中国が開発した中距離の3段式固体燃料の大陸間弾道ミサイルである。このミサイルは地上発射型であるが、その別型で潜水艦発射型が巨浪2 (JL-2)である。8から12基が第二砲兵部隊により運用されていると推定されている。

#### DF-41（東風41）/CSS-X-10
東風41またはDF-41（NATOコードでCSS-X10）は中国が開発している大陸間弾道ミサイルである。10基の核弾頭を搭載したMIRVと推定されている。射程はおよそ 12,000 – 14,000 km で地球上の多く地点を目標とできる。

### 核弾頭搭載巡航ミサイル
合衆国国防総省は2006年中国が簡単に核弾頭を搭載可能に変換できる陸上発射型及び空中発射型巡航ミサイルを開発したと推定した。

#### DH-10（東海10）
東海10 (DH-10) は中国で開発された巡航ミサイルである。ジェーンズ・ディフェンス・ウィークリィ(Jane's Defense Weekly)によれば、東海10は第2世代の対地巡航ミサイル(LACM)で、射程4,000 km以上、統合慣性航法システム、GPS、地形照合システム、デジタル情景照合誘導装置を搭載している。このミサイルの平均誤差半径は10メートルと推定されている。

#### CJ-10（長剣10）
長剣10 (CJ-10) は中国が開発した巡航ミサイルで紅鳥(HN)ミサイルシリーズを基にしたものである。その射程は2,200 km となっている。確認はされていないが、長剣10は核弾頭を搭載できるのではないかと見られている。また、空中発射型として長剣20 (CJ-20) が開発されている。

#### HN（紅鳥）ミサイルシリーズ
このシリーズでは紅鳥1(HN-1)、紅鳥2(HN-2)及び紅鳥3(HN-3)の3種が存在している。伝えられるところによればKh-SD/65を基にしたミサイルで、紅鳥ミサイルは中国で最初の核弾頭搭載可能な巡航ミサイルとされている。
紅鳥1の射程は 600 km、紅鳥2では 1,800 km、紅鳥3では3,000 km となっている。

#### CF（長風）ミサイルシリーズ
このシリーズでは長風1(CF-1)及び長風(CF-2)の2種類が存在している。このシリーズは中国国内の技術で開発された最初の長距離巡航ミサイルである。長風1の射程は400 km で、長風2の射程は800 km である。両方とも 10 kt の核弾頭を搭載することが可能である。

### 潜水艦発射弾道ミサイル
潜水艦発射弾道ミサイル (SLBM) は人民解放軍海軍で比較的新しく配備されたものと見られている。中国は1981年4月に第2世代の原子力潜水艦に最初に搭載した。
海軍は現在のところ排水量約8,000トンの夏級原子力潜水艦のみ配備されている。伝えられるところによると、夏級潜水艦の次の型は1985年に事故で喪失されたとされている。夏級潜水艦は射程2150–2500 km の巨浪1(JL-1)潜水艦発射弾道ミサイルを12基搭載している。巨浪1(JL-1)は巨浪2(JL-2)に改良されている。このことから夏級潜水艦は巡航ミサイル潜水艦に改造されているのではないかと見られている。
人民解放軍海軍は晋級弾道ミサイル搭載原子力潜水艦を開発し、オープンソースの衛星画像でも少なくとも2隻が完成していることが確認されている。
この潜水艦では12基の射程が 14000 km とより長くなった巨浪2ミサイルが搭載可能とされている。
中国はさらに24基の巨浪2ミサイルを搭載可能な096型原子力潜水艦を開発中である。いくつかの中国消息筋の情報では、この潜水艦は既に試験中であると確認されている。
095型原子力潜水艦及び097型潜水艦も試験中で巡航ミサイルが搭載可能となっている。

### 重爆撃機群 (Heavy bomber group)
中国の爆撃戦力の多くはソ連空軍機の中国国産型で構成されている。中国人民解放軍空軍は120機の轟炸6 (H-6)（ソ連のTu-16の改良型）を保有している。これらの爆撃機は通常兵器と同様に核兵器を装備することが可能となっている。
H-6の部隊は旧式化しているとはいえ、合衆国軍のB-52ほど旧式化してはいない:93-98。中国はさらに核兵器が搭載可能な殲轟7 (JH-7) 飛豹 戦闘爆撃機（現在約80機が就役している）を生産している。また、中国はロシアから先進的なスホーイSu-30を購入し、現在およそ100機のSu-30の派生型 （MKK及びMK2）を購入している。このSu-30は戦術核兵器を搭載する能力を持っている:102。
中国は核兵器搭載が可能な新型の戦略爆撃機轟炸8 (H-8)及び轟炸9 (H-9)の試験を行なっている。
中国はまた殲轟7 (JH-7)のステルス性を向上させた改良型 殲轟7B (JH-7B)戦闘爆撃機の試験を行っている。
「無偵-8」（DR-8）は「察打一体」の発展目的，核兵器を装備することが可能となっている。

## 弾道ミサイルの射程

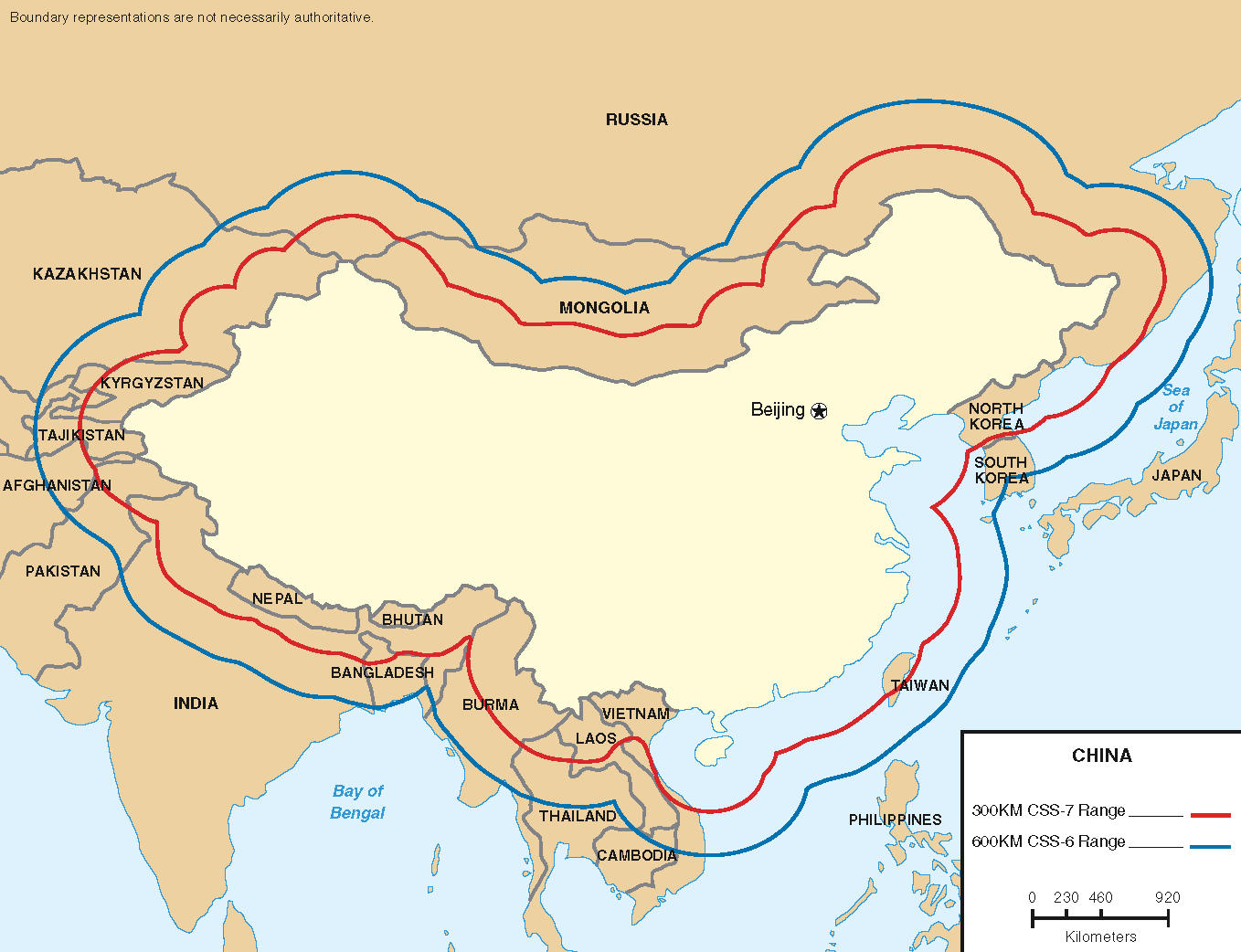
従来から配備されている短距離弾道ミサイルの最大射程範囲。注:中国は現在、局地的な様々な不測の事態の対応に対し支援可能な弾道ミサイル戦力を展開する能力を持っている。
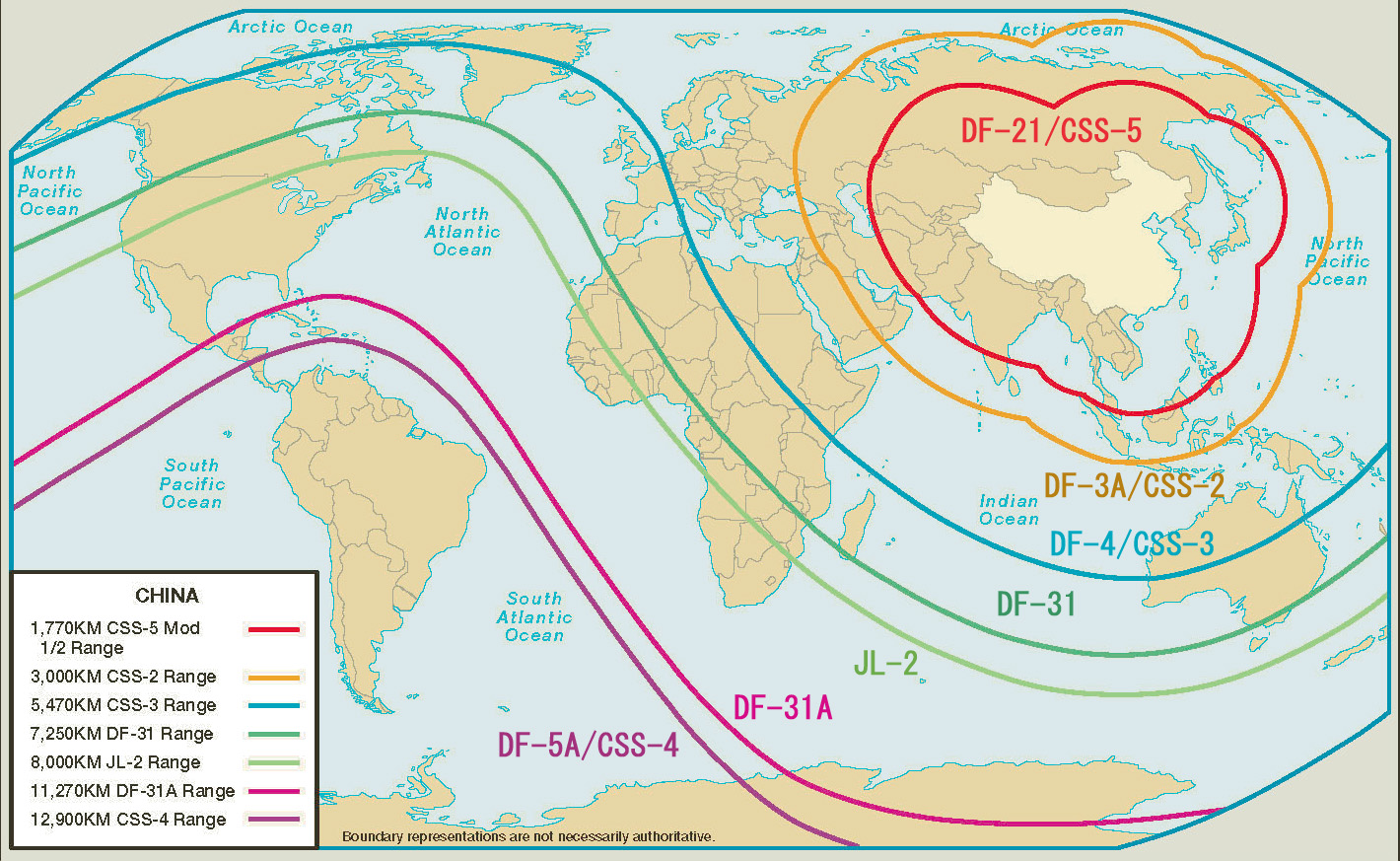
準中距離及び 大陸間弾道ミサイルの最大射程範囲。注:中国は現在、アメリカ合衆国を含む大陸および地球のほぼ全域をその核戦力の標的とすることができる。
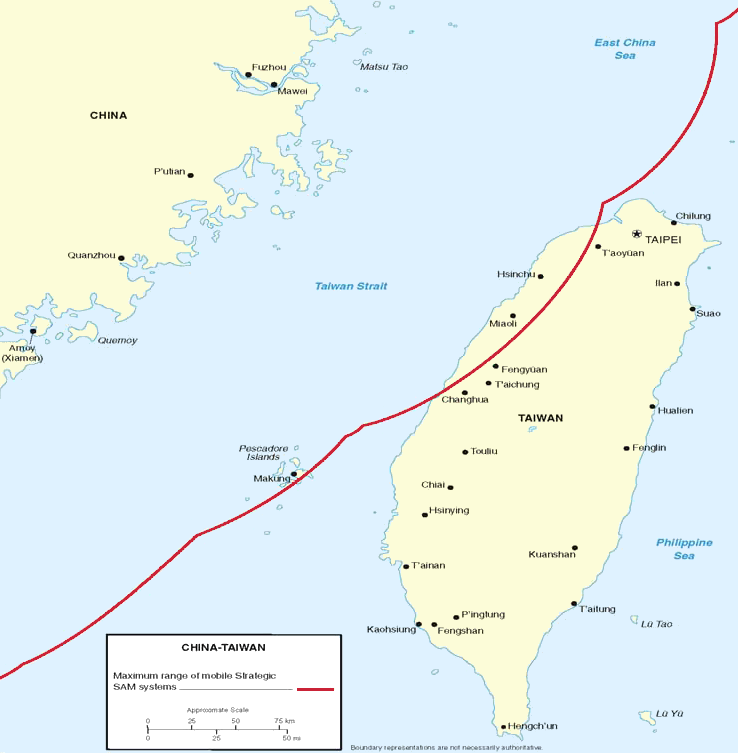
台湾海峡における地対空ミサイルの射程範囲。 注: この地図は中国の地対空ミサイル SA-10、SA-20及び近く獲得されるS-300PMU2の射程を想定して描かれている。実際の適用範囲は不連続で、サイトの配置位置の正確性に影響を受ける。